# سایبردیلو
بازی "سایبردیلو" (به انگلیسی: Cyberdillo) یک بازی اکشن با نمای اول شخص می‌باشد که در سال ۱۹۹۶ توسط شرکت «پیکسل تکنولوجیز» تولید و در همان سال توسط شرکت «پاناسونیک اینتراکتیو مدیا» برای سیستم عامل داس و کنسول ۳دی‌او منتشر گردید.

## داستان
داستان در مورد یک آرمادیلو می‌باشد که توسط ماشین زیر گرفته می‌شود اما توسط یک شرکت تولیدکننده تکنولوژی پیشرفته به زندگی باز می‌گردد. تم اصلی داستان در مورد تلاش قهرمان داستان برای متوقف کردن نیت‌های شیطانی شرکت تولیدی تکنولوژی در دهه ۷۰ میلادی می‌باشد. به دلیل وقوع داستان در دهه ۷۰، مراحل داستان در دیسکوها می‌گذرد که در آن دوران در اوج محبوبیت قرار داشتند. 

## گیم پلی
مراحل بازی در دیسکوهای معروف دهه ۷۰ میلادی می‌گذرد، بازیباز باید به جمع‌آوری آیتم‌های خاصی نیز بپردازد مانند زنگوله‌ها، کفش، پخش‌کننده موزیک و لامپ‌های گدازه‌ای جهت تقویت سپر و عبور از مراحل.
قهرمان بازی غیر از شلیک جنگ‌افزار قابلیت پرتاب لوله بازکن، چوب جادوگری را به دشمنان مختلف دارد. دشمنان بازی تنوع زیادی دارند از جمله "چشم‌های پرنده" و کپسول‌های گاز خندان.
مراحل بازی هر کدام دارای ۴ بخش مجزا می‌باشد. لازمه عبور از مراحل و پیشرفت در بازی، باز کردن درب‌های داخل مراحل و پیدا کردن آیتم‌های خاصی می‌باشد.
در بعضی مراحل هم نورهای آویزان سقف را باید از کار انداخت در غیر اینصورت هنگام عبور از زیر آن‌ها وقتی قرمز هستند، جان قهرمان بازی کم می‌شود. وقتی هم سبز هستند برای بازیباز هیچ مشکلی پیش نمی‌آید.
در هر مرحله اسلحه‌ها، آیتم‌های سلامتی و سپر دفاعی متنوعی وجود دارند.